# Diadegma solum
Diadegma solum là một loài tò vò trong họ Ichneumonidae.